# Гілментон (Вісконсин)
Гілментон (англ. Gilmanton) — місто (англ. town) в США, в окрузі Баффало штату Вісконсин. Населення — 425 осіб (2020).

## Демографія
Згідно з переписом 2010 року, у місті мешкало 426 осіб у 164 домогосподарствах у складі 124 родин. Було 190 помешкань
Расовий склад населення:
| - 97,2 % — білих - 0,2 % — чорних або афроамериканців - 1,2 % — осіб інших рас |

До двох чи більше рас належало 1,4 %. Частка іспаномовних становила 1,6 % від усіх жителів.
За віковим діапазоном населення розподілялося таким чином: 23,5 % — особи молодші 18 років, 62,4 % — особи у віці 18—64 років, 14,1 % — особи у віці 65 років та старші. Медіана віку мешканця становила 44,8 року. На 100 осіб жіночої статі у місті припадало 95,4 чоловіків;  на 100 жінок у віці від 18 років та старших — 105,0 чоловіків також старших 18 років.
Середній дохід на одне домашнє господарство  становив 76 089 доларів США (медіана — 59 375), а середній дохід на одну сім'ю — 97 978 доларів (медіана — 76 607). Медіана доходів становила 42 417 доларів для чоловіків та 36 000 доларів для жінок. За межею бідності перебувало 18,4 % осіб, у тому числі 14,8 % дітей у віці до 18 років та 6,2 % осіб у віці 65 років та старших.
Цивільне працевлаштоване населення становило 221 особа. Основні галузі зайнятості: освіта, охорона здоров'я та соціальна допомога — 28,5 %, виробництво — 12,2 %, сільське господарство, лісництво, риболовля — 11,3 %.